# Санта Есмералда
Санта Есмералда  (на английски: Santa Esmeralda)  е френско-американско-испанска  музикална група, съществувала от 1977-1983 г., а също и от 2002 г. до момента, изпълнявайки музика в жанровете на диско и фламенко. Основана в Париж от композиторите Никола Скорски и Жан-Мануел де Скарано за собствения си (наскоро основан) лейбъл Fauves Puma. „Санта Есмералда“ стана известна с изпълнението на кавър версия на песента „Please Don't Let Me Be Misunderstood“ (Първоначално написана през 1964 г. от композиторите Бени Бенджамин, Глория Колдуел и Сол Маркус, оригиналът на която е изпълнен от джаз певицата Нина Симоне). 

## История
Групата е основана през 1976 г. от френския продуцент и композитор Никола Скорски. Скорски беше известен с песента си „Chanson Populare“, изпята от Клод Франсоа.
Основната идея на новия проект беше да комбинира диско и фламенко. Американският музикант Лерой Гомес беше поканен като вокалист и саксофонист.
В началото на седемдесетте години Лерой се премества в Париж. Работил е с много изпълнители, включително Патрик Жувет, Жилбер Беко и Клод Франсоа. През 1973 г. Лерой записва саксофона за „Goodbye Yellow Brick Road“ на Елтън Джон.
През 1977 г. излиза дебютният студиен албум на Санта Есмералда „Don't Let Me Be Misunderstood“, който включва 5 части: за първата „Please Don't Let Me Be Misunderstood“ и „Esmeralda Suite“, от втората страна на баладата „You're My Everything“ и танцувайте „Gloria“ и „Black Pot“. Албумът е продаден в 15 милиона копия в рамките на няколко месеца. През цялото време са продадени 25 милиона диска, без да се броят единични и касети. Албумът получава 48 златни и 42 платинени сертификата и дебютира в независимия френски лейбъл Fauves Puma. С внезапения си успех в Европа, плочата е взета за световно разпространение от Casablanca Records. С негогрупата отново навлиза в популярното съзнание през 2003 г., когато  се поява в саундтрака към първия том на „ Убий Бил “ на Куентин Тарантино .  Абума дебютира в независимия френски лейбъл Fauves Puma. След внезапият успех в Европа, плочата е взета за световно разпространение от Casablanca Records. 
Първоначално Санта Есмералда е създаден като студиен проект, но успехът на групата ясно показва, че се нуждае от изпълнения на живо. Тъй като по това време Лерой Гомес вече записва дебютния си солов албум „Gypsy Woman“ , Джими Гоингс става новият вокалист на групата. Вторият албум, Santa Esmeralda, е записан, без Гоингс да е вокалист.
Вторият студиен албум, „The House Of Rising Sun“, излиза през 1978г.
През 1979 г. излизат два албума на групата: „Another Cha Cha“ и „Beauty“, първият е изграден върху латиноамерикански ритми и мелодии, а вторият е дискотечен сюжет, базиран на вампирски филми на ужасите.
През 1981 г. излиза албумът „Hush“ .
Последният албум на групата „Green Talisman“ не е официално издаден в САЩ.
През 1994 г. Hot Productions преиздават пълната колекция от албуми на Санта Есмералда на дискове, а също така издават колекция от хитовете на групата.

## Дискография

### Студийни албуми
- „Don’t Let Me Be Misunderstood“ – 1977 (с Лерой Гомес)
- „The House Of The Rising Sun“ – 1978
- „Beauty“ – 1978
- „Another Cha-Cha“ – 1979
- „Don’t Be Shy Tonight“ – 1980
- „Hush“ – 1981
- „Green Talisman“ – 1982

### Компилации
- „The Best of Santa Esmeralda“ – 1978
- „The Greatest Hits“ – 1982
- „Best of Santa Esmeralda“ – 1987
- „The Greatest Hits“ – 1993
- „The Best of Santa Esmeralda“ – „You’re My Everything“ – 1994
- „Presents Spanish Disco Nights“ – 2000 (с Лерой Гомес)
- „Best of Santa Esmeralda“ – 2003
- „I Successi“ – 2004
- „The Greatest Hits“ – 2004 (с Лерой Гомес)
- „Gloria“ – 2005 (с Лерой Гомес)
- „Hasta Luego“ – 2006 (с Лерой Гомес)

### Сингли
- „Don’t Let Me Be Misunderstood – Esmeralda Suite“ 	– 1977
- „The House of the Rising Sun – Quasimodo Suite“ – 1978
- „You’re My Everything“ – 1977
- „Learning the Game“ – 1978
- „Another Cha-Cha“ – 1978
- „C’est Magnifique“ – 1980
- „Don’t Be Shy Tonight“ – 1980
- „Green Talisman“ – 1982
- „You’re My Everything“ – 1982
- „Medley Non Stop“ – 1982
- „Don’t Let Me Be Misunderstood“ – 1986 – (New Original Version 86)
- „Don’t Let Me Be Misunderstood“ – 90’s –  1990 –  Remixes
- „Don't Let Me Be Misunderstood“ – Understood 1993 Mix – (Remix’ 93)
- „Don’t Let Me Be Misunderstood“ – 1994 –  Remix ’94
- „Don’t Let Me Be Misunderstood“ – Esmeralda Suite – 1997
- „Don’t Let Me Be Misunderstood“ – 2000 – Remix 2000

### В други проекти
- „Kill Bill“, част 1 – филм от 2003 на Куентин Тарантино
- „Sans rémission (American Me)“ – филм от 1992 на Едуард Джеймс Олмос ,
- „Le Bon, la Brute et le Cinglé“ – филм от 2008 на  Ким Джи-Ун
- „Il miracolo“ – сериал от 2018 на Николо Аманити (в една от сериите)